# Svilno
Svilno, Fiume városrésze Horvátországban, Tengermellék-Hegyvidék megyében.

## Fekvése
Svilno Fiume keleti részén található. Délen Orehovica, nyugaton Pašac városnegyedekkel határos. Keleten Čavles község határolja.